# Abu 'Afak
 (avril 2012).
Si vous disposez d'ouvrages ou d'articles de référence ou si vous connaissez des sites web de qualité traitant du thème abordé ici, merci de compléter l'article en donnant les références utiles à sa vérifiabilité et en les liant à la section « Notes et références ».
Abu 'Afak (arabe : أبو عفك, c. VIIe siècle) était un poète de la tribu arabe des Umayya b. Zayd - Banu Amr, qui vécut à Shawwâl en banlieue de Médine ou dans la région de Hijaz (aujourd'hui Arabie du Sud). Abu 'Afak de confession juive, refuse de se convertir à l'islam, et demeure un opposant politique de son contemporain Mahomet.
Dans sa vieillesse, le centenaire (120 ans selon la Sirâ) Abu 'Afak Arwan choqué par l'assassinat d'Al-Harith Ibn Souwayd Ibn Samit membre des tribus arabes chrétiennes, aurait écrit un poème à charge contre Mahomet et son armée dans le but d'exciter les polythéistes et les pousser à faire la guerre contre les musulmans. Ce poème est relaté dans la Sira.[réf. nécessaire]
L'assassinat d'Abu 'Afak (par Sâlim Ibn Umayr) fait réagir la poétesse Asmaa bint Marwân qui est exécutée en 642 pour des critiques envers Mahomet.

## Récit d'Ibn Ishaq
L'affaire est rapportée par Ibn Ishaq dans la « Sirat Rasul Allah » (la plus ancienne biographie de Mahomet). Salim Ibn Umayr aurait décidé de l'assassiner en plein sommeil alors qu'il avait 120 ans.
Ibn Sa'd al-Baghdadi :

« Puis a eu lieu le « sariyyah » [raid] de Salim Ibn al-Amri Umayr contre Abou Afak, le Juif, dans [le mois de] Shawwal au début du vingtième mois de l'hégire, de l'Apôtre d'Allah. Abu Afak, était de Banu Amr Ibn Awf, et était un vieil homme qui avait atteint l'âge de cent vingt ans. Il était Juif, et avait, pour dynamiser les gens contre l'Apôtre d'Allah, composé des versets satiriques contre lui. Salim Ibn Umayr, qui fut l'un des grands guerriers et qui avait participé à Badr, a déclaré: « Je prends le vœu de tuer Abou Afak ou de mourir avant lui ». Il attendit une occasion; puis enfin une nuit chaude vint, alors qu'Abu Afak dormait dans un lieu ouvert. Salim Ibn Umayr le savait; il plaça l'épée sur son foie et la serra jusqu'à ce qu'il eut atteint son lit. L'ennemi d'Allah a crié et ses disciples se précipitèrent vers lui, le prirent dans sa maison et l'enterrèrent. »

## Réception

### Théologiens musulmans
Pour les savants musulmans, le récit de la mort du poète n'est pas authentique car rapporté sans chaîne de transmission fiable (isnad). Les spécialistes du hadith (mouhaddithoune) comme Al-Bukhari [réf. nécessaire], Ibn Maīn, An-Nassa'i, Ibn al-Jawzi, Majdi, Ibn ‘Adiyy, Al-Daraqutni ainsi que Al-Albani le considèrent comme faisant partie des hadiths forgés (hadith Mawdû'), puisque le rapporteur Muhammad ibn al-Hajjaj est souvent décrit comme "menteur avéré" par tous les spécialistes de hadith.

### Historiens
Ceux qui ne s'accordent pas avec les projets de Mahomet se retrouvent écartés et l'opposition interne à Médine, qui inquiète Mahomet, est matée : deux tribus juives sont chassées de la ville en 624 puis 625 et la troisième est décimée en avril 627.

### Essayiste
Pour René Marchand, l'assassinat du poète se place dans le cadre de la prise en main de la communauté médinoise (la ville comprend deux tribus arabes et trois tribus juives à l'arrivée de Mahomet et de ses disciples) après la bataille de Badr. Elle se traduit par une discipline sévère, des rituels (prières, ramadan) que tous les membres doivent respecter. Deux poètes, dont Abu 'Afak, qui se sont moqués de ses partisans sont assassinés.
Jane Smith, dans son ouvrage "Women, Religion and Social Change in Early Islam" ("Femmes, religion et changement social dans l'Islam des origines", non traduit) insiste sur l’importance des poètes à l'époque et suggère que Mahomet ordonna l’exécution de poètes comme bint Marwan et Abu Afak parce qu’il s’inquiétait de leur influence.